# Wiesen-Sauerampfer
Der Wiesen-Sauerampfer (Rumex acetosa), auch Sauerampfer, Sauerlump (Sachsen) oder Suurampfere (Schweiz) genannt, ist eine Pflanzenart, die zur Familie der Knöterichgewächse (Polygonaceae) gehört. Er wird als Wildgemüse und Heilpflanze verwendet.

## Beschreibung

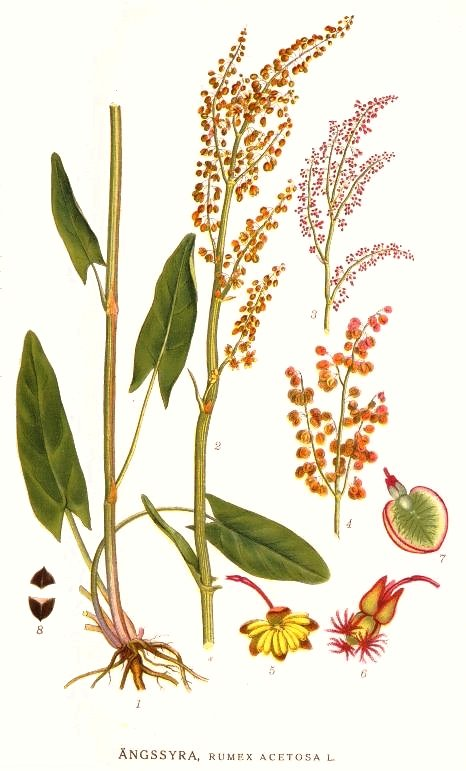
Illustration aus Bilder ur Nordens Flora, Nr. 359

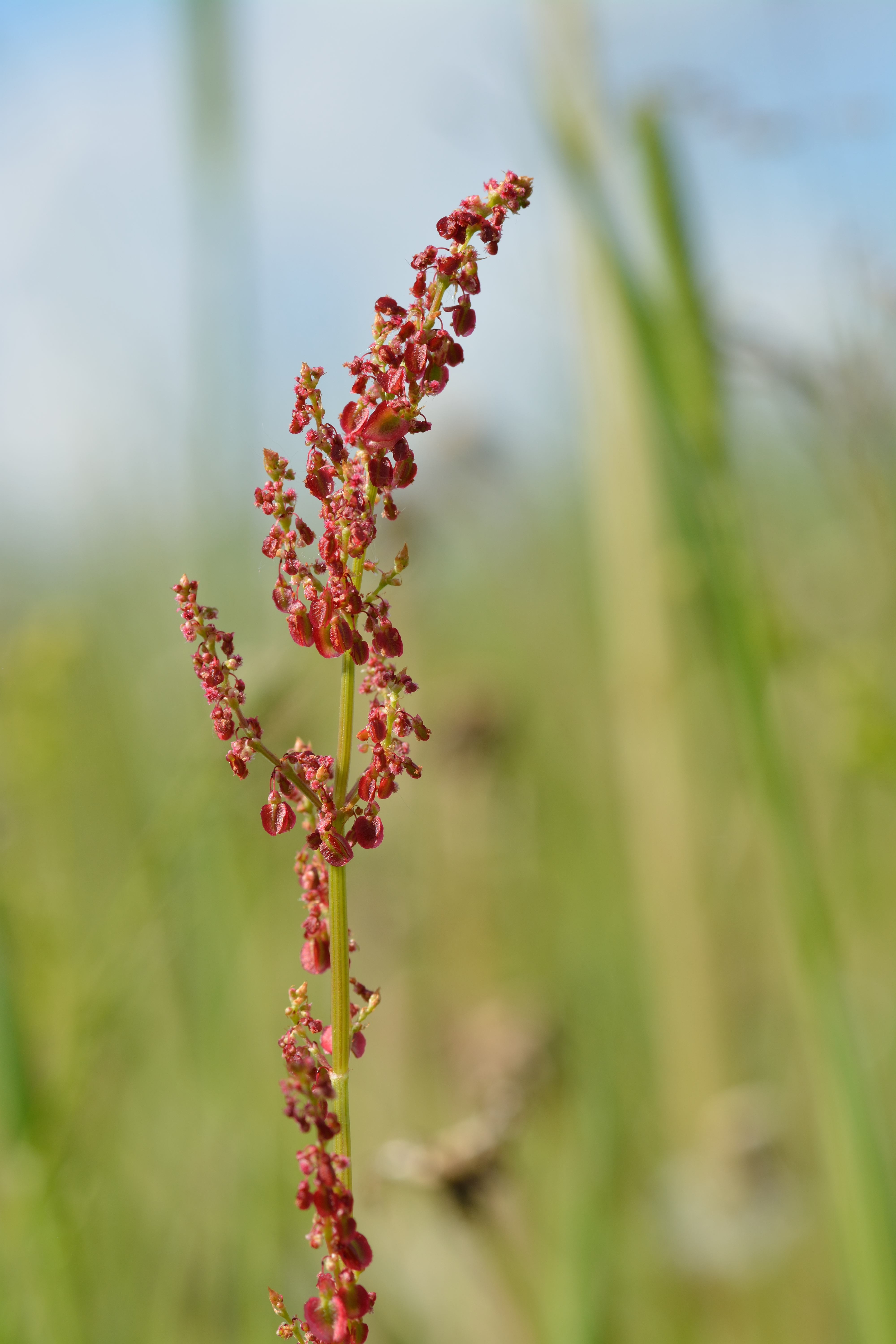
Blütenstand

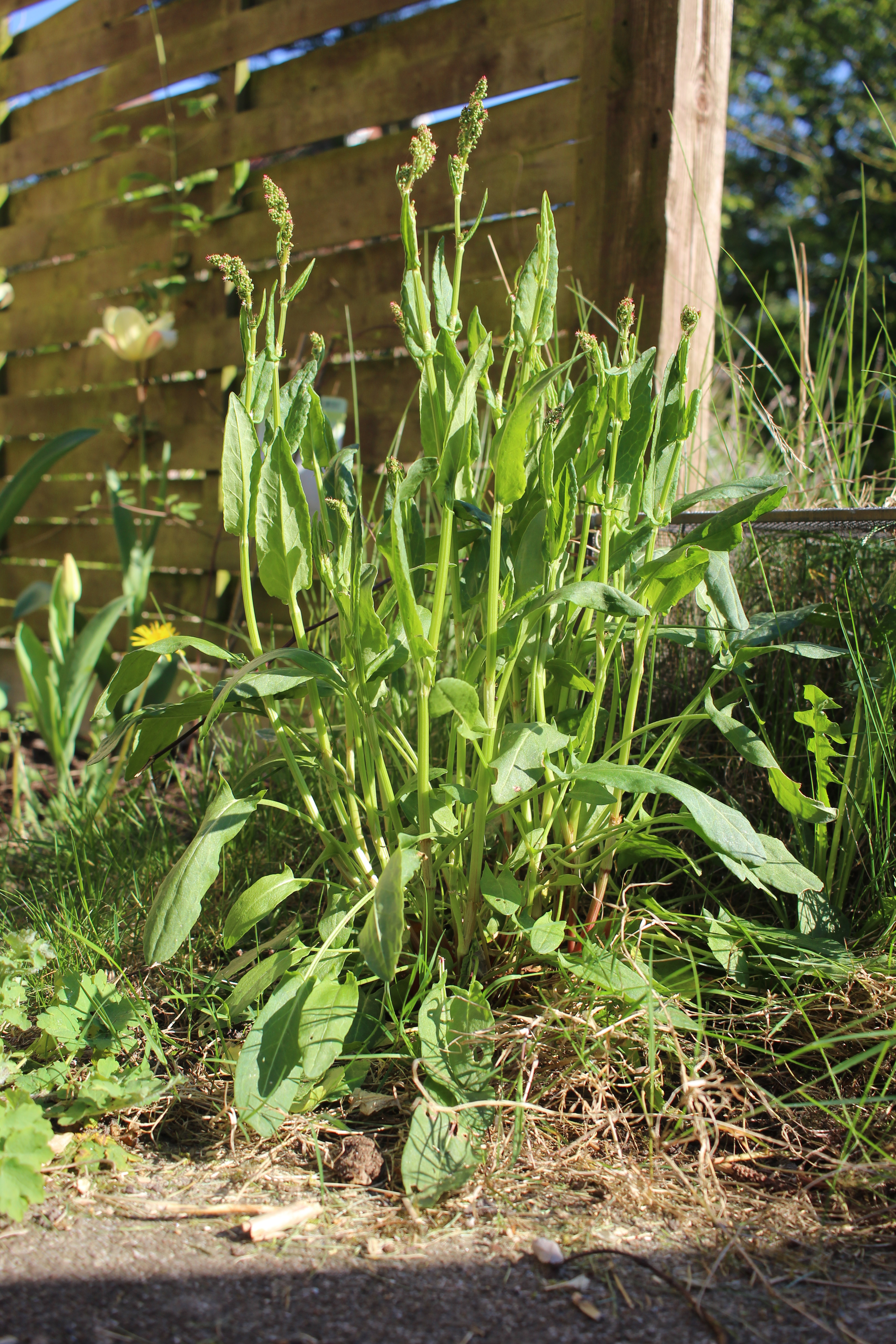
Wiesen-Sauerampfer (Rumex acetosa)

Der Wiesen-Sauerampfer wächst als ausdauernde krautige Pflanze und erreicht Wuchshöhen von 30 bis 100 Zentimeter. Als Überdauerungsorgan dient ein faseriges Rhizom mit kräftigen Sprosswurzeln. Die unteren Blätter sind langgestielt und von  elliptisch-länglicher Form, während die weiter oben dem Stängel entspringenden Blätter pfeilförmig sind. Seine tütenförmigen Blattscheiden (Ochrea) sind durch Verwachsung der Nebenblätter entstanden und dienen als Knospenschutz.
Die Blütezeit reicht von Mai bis August. Der Wiesen-Sauerampfer ist zweihäusig (diözisch). An blattlosen Blütenstandsschäften stehen die rispigen, thyrsenförmigen Gesamtblütenstände, die aus dichasial wickeligen Teilblütenständen bestehen. Die relativ kleinen Blüten sind rot. Die inneren drei Perigonblätter besitzen einen roten Rand und wachsen (bei den weiblichen Blüten) nach der Anthese weiter und hüllen dann als „Valven“ die kleinen Nussfrüchte ein.

## Vorkommen
Das ursprüngliche Verbreitungsgebiet des Sauerampfers umfasst Europa, Asien, Nordafrika und Australien. In Nord- und Südamerika ist er ein Neophyt. Er ist vom Tal- bis zum unteren Alpgebiet anzutreffen und gedeiht am besten auf mäßig trockenen bis feuchten Böden. Weitere Anforderungen an den Boden sind ein saures Bodenmilieu (pH-Wert unter 7), ein mäßiger Nährstoffgehalt und nur wenig pflanzenverfügbarer Phosphor. Die Bodenbeschaffenheit ist idealerweise ein tiefgründig-lockerer Lehm-, Ton- oder Torfboden.  Er ist eine Charakterart der Klasse Molinio-Arrhenatheretea, hat aber seinen Schwerpunkt in Gesellschaften der Ordnung Arrhenatheretalia.

## Ökologie und Probleme in der Landwirtschaft

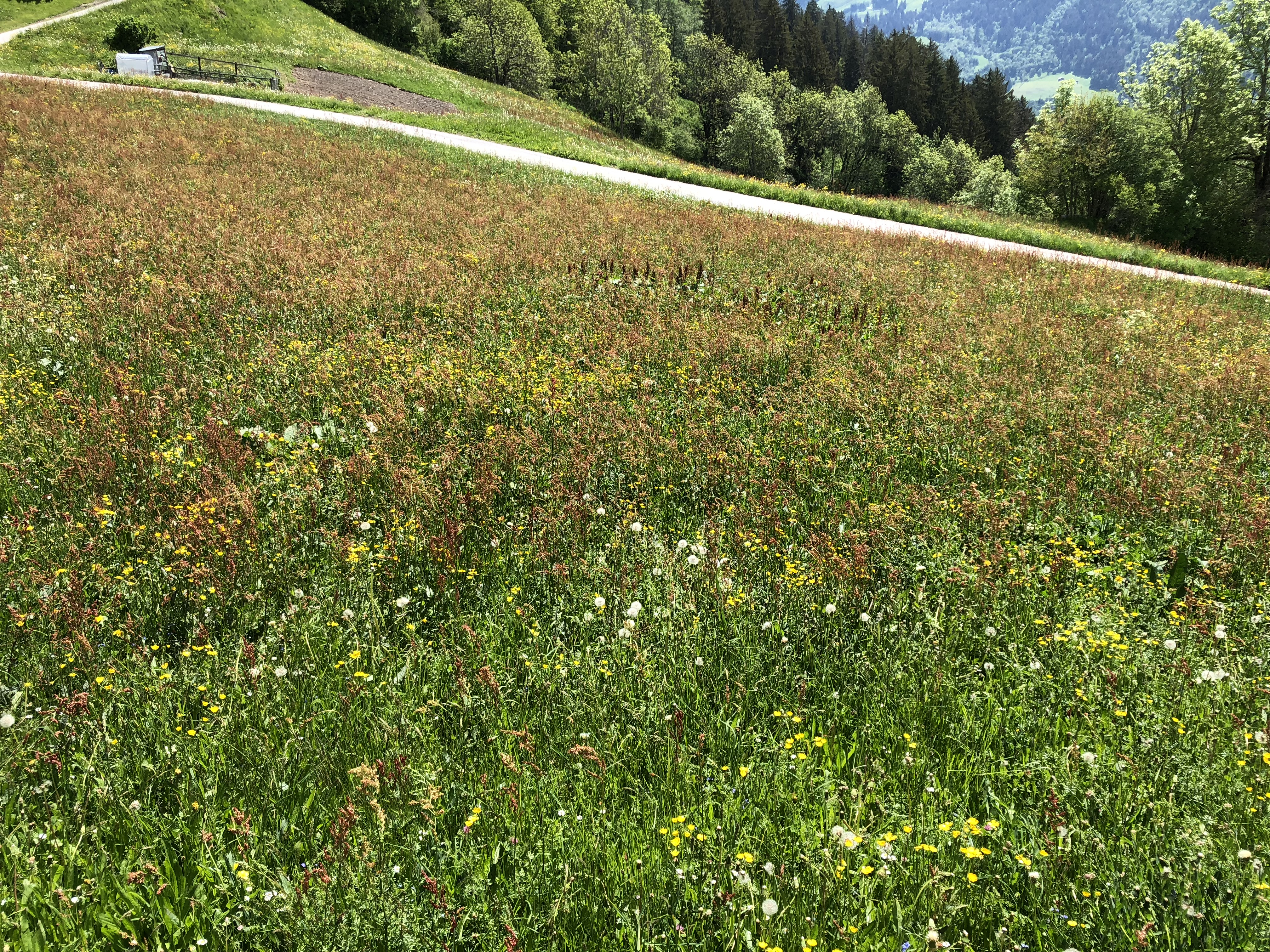
Mit Wiesen-Sauerampfer überwachsene Wiese

In der intensiven Grünlandwirtschaft ist der Sauerampfer ein Problem, da seine Samen nicht nur mehrere Jahre im Boden überleben, sondern auch in der Gülle keimfähig bleiben. Dadurch kann er sich auf günstigen Standorten massenhaft ausbreiten und Futtergräser verdrängen. Seine Bekämpfung stellt ein großes Problem dar, da seine bis zu 1,5 m tiefen Speicherwurzeln auch noch in kleinen Teilen regenerationsfähig bleiben und neue Pflanzen bilden.
Er gilt als Zeigerpflanze für vornehmlich durch Gülle gedüngtes Grünland. Hier ist er unerwünscht, da er sich in Silage oder Heu schlecht konservieren lässt und vom Vieh gemieden wird.
Der Wiesen-Sauerampfer ist eine ausdauernde, meist wintergrüne Halbrosettenpflanze. Vegetative Vermehrung findet besonders nach Verletzung durch Wurzelsprosse statt.
Blütenökologisch ist der Wiesen-Sauerampfer windblütig und gehört dem „Langstaubfädigen Typ“ an. Die Chromosomenzahl beträgt 2n = 14 bei weiblichen, 2n = 15 bei männlichen Exemplaren. Weibliche Pflanzen haben 2 X-Chromosomen, männliche 1 X- und 2 Y-Chromosomen. Es findet eine hohe Pollenproduktion statt; pro Staubblatt entstehen 30 000 Pollenkörner und 300 Millionen je Blütenstand.
Die Valven dienen zusammen mit einer lufthaltigen Schwiele und durch Flügelbildung als Ausbreitungsorgan. Ausbreitung erfolgt durch den Wind und als Wasserhafter, daneben findet Zufallsausbreitung durch Huftiere und Schwimmausbreitung statt. Fruchtreife ist von Juni bis August. Die langlebigen Samen sind Lichtkeimer.
Die Wiesen-Sauerampfer ist eine Futterpflanze für die Raupen des Ampfer-Grünwidderchens, des Alpen-Grünwidderchens, des Violetten Feuerfalters, des Braunen Feuerfalters, des Kleinen Feuerfalters und des Dukatenfalters.
Die Rostpilze Puccinia phragmitis var. phragmitis, Uromyces acetosae, Puccinia acetosae und Uromyces rumicis kommen auf Blättern des Wiesen-Sauerampfers vor. Auch der Pilz Peronospora rumicis parasitiert häufig auf ihm.

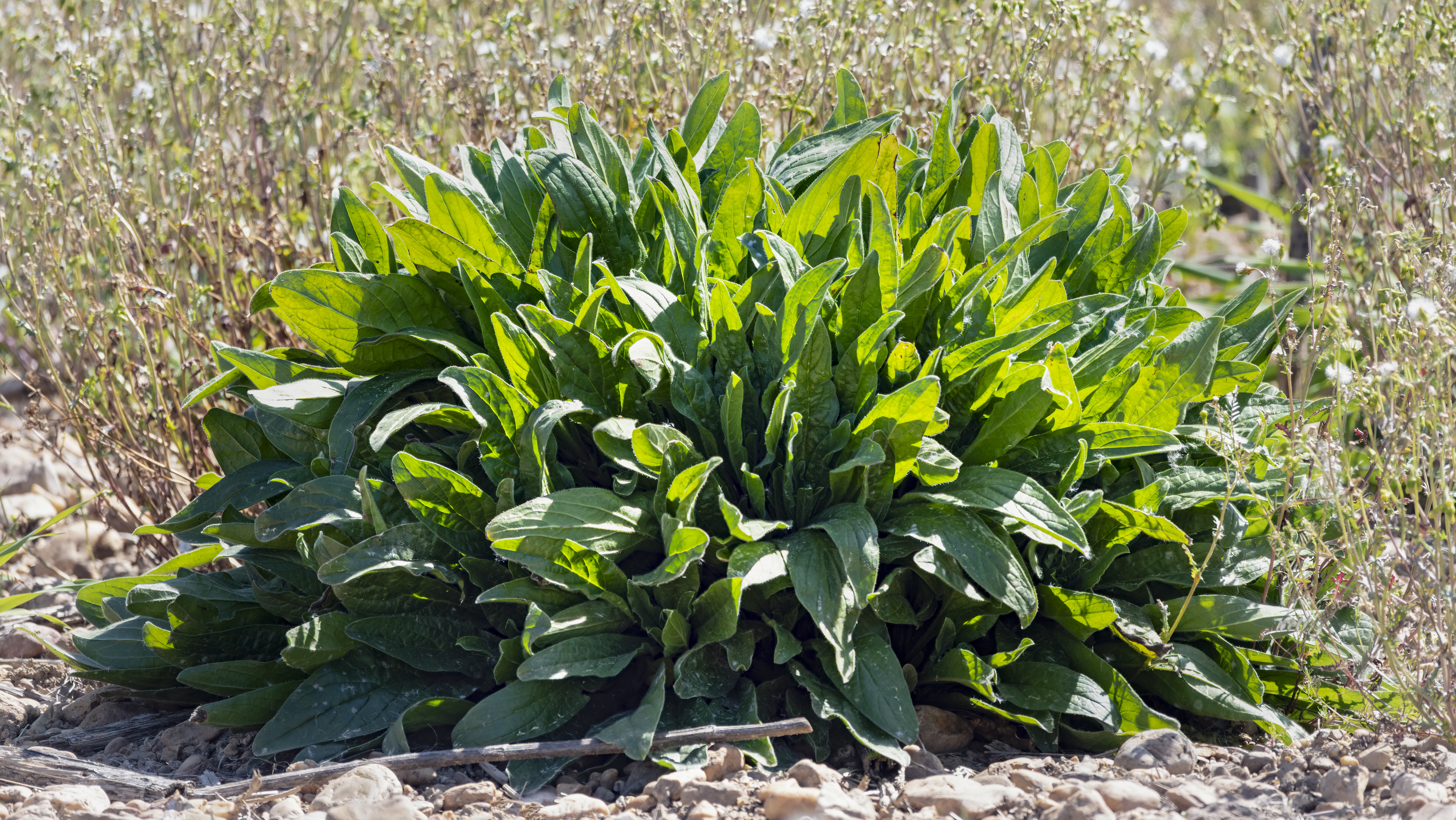
Sauerampfer-Kultivar

## Systematik
Man kann die folgenden Unterarten unterscheiden:
- Rumex acetosa subsp. acetosa: Sie kommt in Eurasien, in Australien und in Marokko vor.[1]
- Rumex acetosa subsp. biformis (Lange) Castrov. & Valdés Berm.: Sie kommt in Spanien, In Frankreich und in Großbritannien vor.[1]
- Rumex acetosa subsp. hibernicus (Rech. f.) Akeroyd: Sie kommt in England, Schottland, Wales und in Irland vor.[1]

## Inhaltsstoffe
Der Sauerampfer enthält sehr viel Vitamin C. Er kann als Wildgemüse gekocht oder roh gegessen werden. Allerdings kann es durch den relativ hohen Gehalt an Kaliumhydrogenoxalat, besonders bei Kindern, nach reichlichem Genuss von Blättern zu einer ausgeprägten Oxalatvergiftung kommen. Oxalsäure fördert die Entstehung von Nieren- und Blasensteinen. Ebenso sind Vergiftungen beim Weidevieh nicht selten. Schafe sind besonders empfindlich, Rinder dagegen sind widerstandsfähiger.

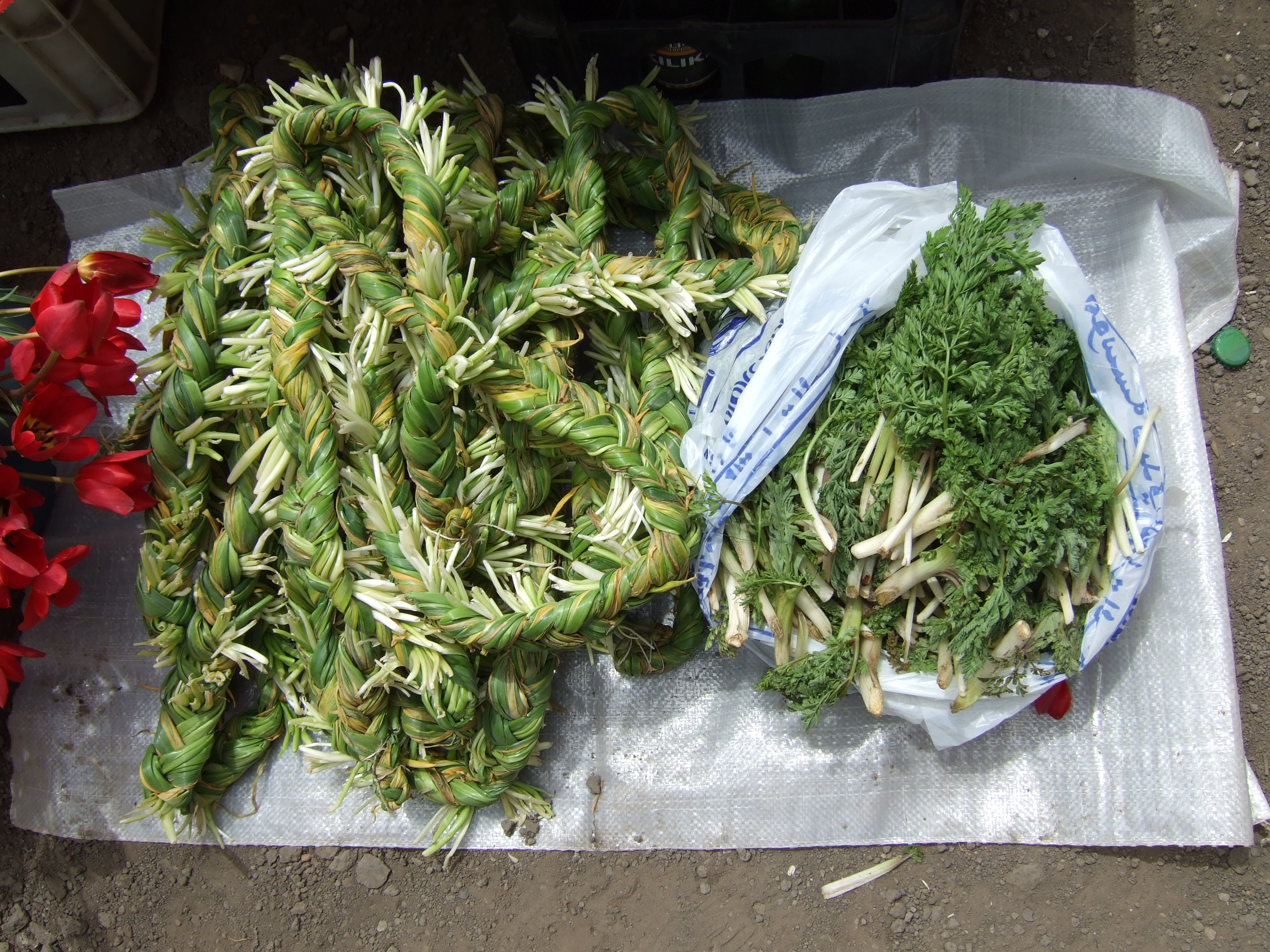
Wilder Berg-Sauerampfer (armenisch: Aveluk) und ein weiteres Kraut werden in Armenien 40 Tage nach Christi Auferstehung am Berg Ara an die Pilger des Fels-Schreins Tsaghkevank verkauft. Sauerampfer wird in Armenien und Artsakh geflochten, um die Pflanzen leichter trocknen zu können.

## Geschichte
Bereits im Altertum verwendeten die Ägypter, Griechen und Römer Sauerampfer, um ein Übermaß fetter Speisen bei ihren Festmahlen auszugleichen. In Ägypten wurde er in großem Umfang als wichtige Feldfrucht angebaut. Im Mittelalter war der Sauerampfer (mittelhochdeutsch surampfer und ähnlich; lateinisch als acetosa bezeichnet, auch als oxilappacium, von lapathum für Ampfer) vor allem auf den britischen Inseln weit verbreitet. Man schrieb ihm eine fiebersenkende Wirkung zu. Außerdem war Sauerampfer den Seefahrern des Mittelalters bereits als Mittel gegen Skorbut bekannt.

## Verwendung
Beim Sammeln des Sauerampfers ist darauf zu achten, dass er nicht von überdüngten Wiesen stammt. Ausgewählt werden sollten nur Exemplare mit makellosen Blättern. Ältere Exemplare mit rostbraunen Löchern im Blatt sind in größerer Menge besonders unbekömmlich.
Man kann den Sauerampfer ähnlich wie Spinat zubereiten, bzw. ihn mit diesem mischen, damit ein etwas würzigerer Geschmack entsteht. Auch als Salat oder in cremiger Ampfersuppe wird er verwendet. Besonders bekannt und beliebt ist die Ampfersuppe in Belgien und Frankreich, aber auch in Osteuropa, insbesondere Polen und Litauen. Sie schmeckt heiß und auch eisgekühlt. In Ungarn werden Sauerampferblätter (sóska) ähnlich wie bei Cremespinat passiert, aufgekocht, mit saurer Sahne und Mehl eingedickt und mit Zucker abgeschmeckt. Dazu werden Pellkartoffeln und Spiegelei gegessen. Passierter Sauerampfer ist in Ungarn auch tiefgekühlt im Handel erhältlich.
Junge Blätter des Sauerampfers können in Salate geschnitten oder auch an Saucen und Omelettes gegeben werden. Sauerampfer ist eines der sieben Kräuter, die traditionell in der Frankfurter Grünen Soße Verwendung finden.
Bei Verdauungsbeschwerden kann Sauerampfer als Heilmittel genommen werden. Obwohl Sauerampfer eine große Menge Eisen enthält, sollte bei Eisenmangel eher auf den Genuss verzichtet werden, da die in hohen Konzentrationen enthaltene Oxalsäure die Eisenaufnahme hemmt.

## Anbau
Mittlerweile wird der Sauerampfer auch gelegentlich im Garten kultiviert. Die Aussaat erfolgt im Frühjahr (ca. Mitte März) auf feuchtem Boden in Reihen, später werden die jungen Pflanzen auf 20 cm vereinzelt. Gepflückt werden die jungen, zarten Blätter. Auch eine Spätaussaat im August ist möglich; die Ernte dieser Pflanzen beginnt im darauf folgenden Jahr.